# Єловець (Содражиця)
Єловець (словен. Jelovec) — поселення в общині Содражиця, регіон Південно-Східна Словенія, Словенія.